# Хуреми
Хуреми је насељено мјесто у граду Сребренику, Босна и Херцеговина.

## Историја
Хуреми је настао 1971. године издвајањем из насеља Шпионица Доња.

## Становништво
|             | 2013.        | 1991.         | 1981.         | 1971.         |
| Укупно      | 354 (100,0%) | 384 (100,0%)  | 428 (100,0%)  | 470 (100,0%)  |
| Бошњаци     | 351 (99,15%) | 379 (98,70%)1 | 428 (100,0%)1 | 464 (98,72%)1 |
| Босанци     | 1 (0,282%)   | –             | –             | –             |
| Неизјашњени | 1 (0,282%)   | –             | –             | –             |
| Непознато   | 1 (0,282%)   | –             | –             | –             |
| Остали      | –            | 3 (0,781%)    | –             | 6 (1,277%)    |
| Југословени | –            | 2 (0,521%)    | –             | –             |

1. 1 На пописима од 1971. до 1991. Бошњаци су пописивани углавном као Муслимани.